# Sucrea monophylla
Sucrea monophylla är en gräsart som beskrevs av Thomas Robert Soderstrom. Sucrea monophylla ingår i släktet Sucrea och familjen gräs. Inga underarter finns listade i Catalogue of Life.

## Bildgalleri

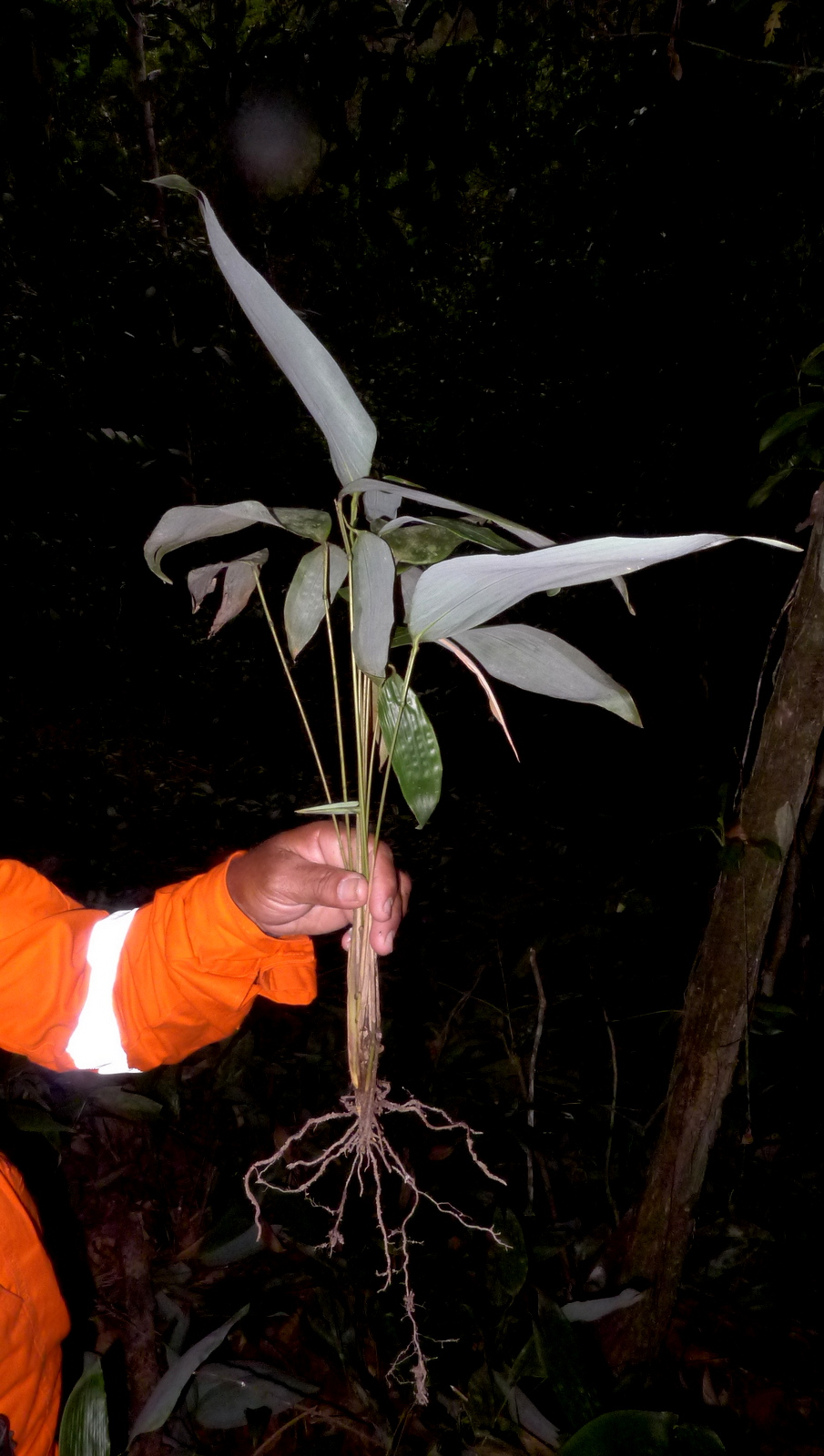
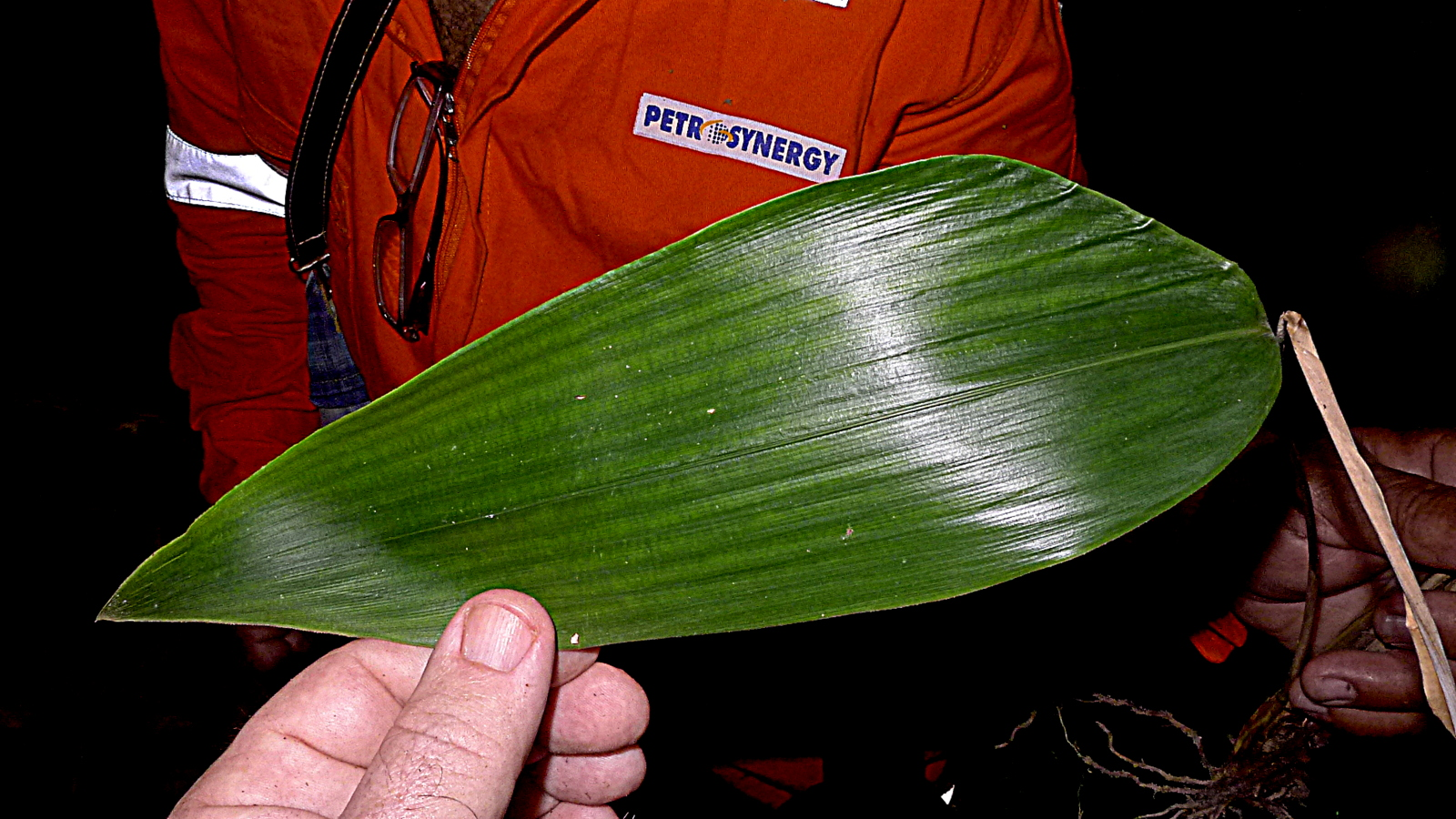
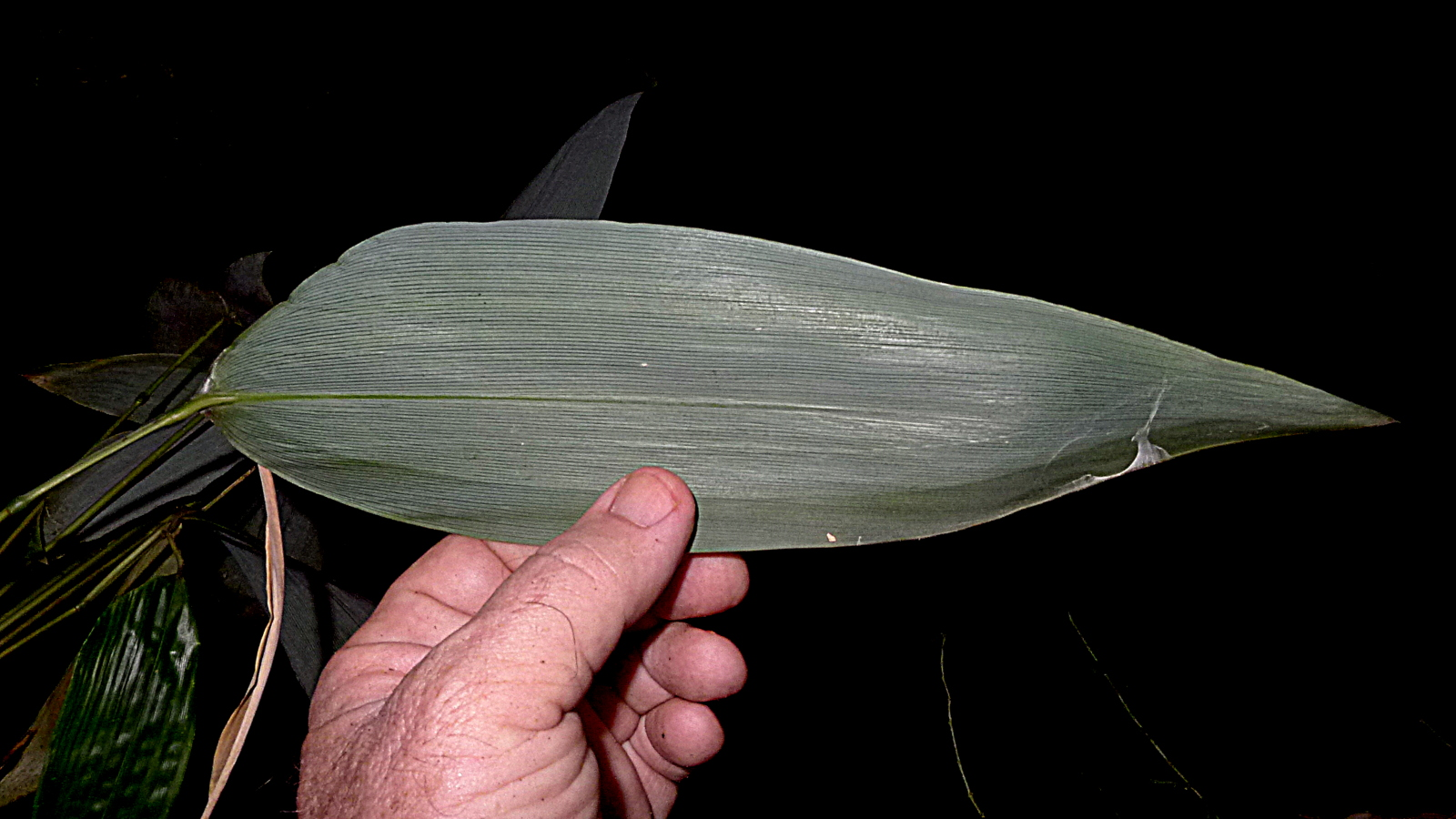
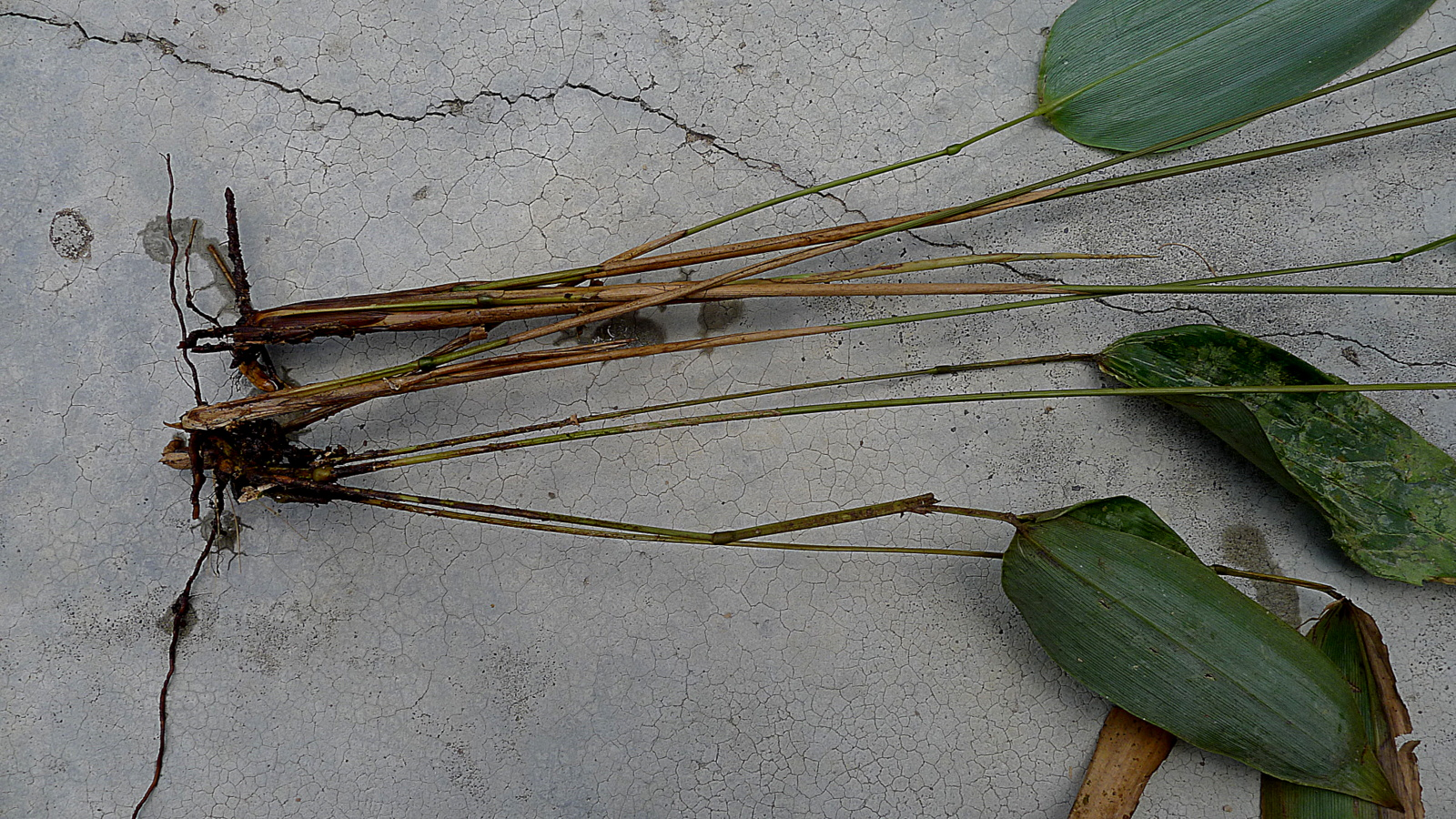